# Capparis burmanica
Capparis burmanica är en kaprisväxtart som beskrevs av Coll. et Hemsl. Capparis burmanica ingår i släktet Capparis och familjen kaprisväxter. Inga underarter finns listade i Catalogue of Life.